# Kanikhemman
Kanikhemman är avlöningsjord, ett hemman, ursprungligen anslaget åt kaniker, men sedermera anvisat annat kyrkligt behov.